# Slansko
Slansko (makedonska: Сланско) är en ort i Nordmakedonien. Den ligger i kommunen Makedonski Brod, i den centrala delen av landet, 60 kilometer söder om huvudstaden Skopje. Slansko ligger 659 meter över havet och antalet invånare är 303.